# Lista de episódios de Foreign Exchange
Esta é a lista de episódios da série de televisão australiana Foreign Exchange.

## Episódios
- The portal (O Portal)

Episódio 01
Quando Brett, um jovem surfista australiano, descobre um misterioso portal que surge em seu quarto de porão em Perth, Austrália Ocidental, para um porão de um internato em Galway, Irlanda, mas ele não consegue resistir. Ao ser surpreendido pelas moças no chuveiro Brett foge, mas se encontra com Hannah, uma estudante muito esperta que está prestes a entregá-lo até que ele conta sobre o portal. Mesmo com os professores e os policias a procura de um fugitivo, Hannah consegue conduzir o maluco australiano de volta ao porão e eles vão para Perth. Percebendo que o portal é real, Hannah concorda em manter a incrível descoberta em segredo e volta para Irlanda. Mas agora que o portal foi aberto, as vidas de Brett e de Hannah nunca mais serão as mesmas.
- Shark Alarm (Alarme de Tubarão)

Episódio 02
Hannah atravessar o portão da Irlanda e tem sua primeira visão da praia Australiana, mas ela acaba se encontrando com a mãe de Brett, agora eles tem que explicar o que ela estava fazendo no quarto dele às 7 horas da manhã. Então Brett e Hannah fazer a família acreditar que ela é uma surfista internacional e que queria uma prancha emprestada, e em poucos minutos Hannah se torna uma concorrente em um campeonato de surfe, mesmo ela sendo uma péssima nadadora. Desesperada para terminar a embaraçosa situação, Hannah aciona o alarme de tubarão, não tendo a menor ideia do caos que isso iria causar.
- Pride & Porridge (Emprego de Verão)

Episódio 03
Quando Brett é apanhado na escola por Tara, a garota mais bonita que ele já viu, Hannah vem para salvar Brett fingindo que ele é de um intercâmbio de estudantes à procura de experiência de trabalho.  Seamus o zelador faz questão de sua ajuda, por ele tem um problema no encanamento do banheiro do andar superior que tem sido o repositório de anos de mingau do café da manhã indesejados que realmente está bloqueado. Os canos devem ser desentupidos, mas o mingau não vai sair sem muita luta. Brett resolve o problema com uma certa ingenuidade australiana.
- Magnetic Attraction (Atração Magnética)

Episódio 04
No laboratório de ciências em O'Keefe's, Hannah e Cormac descobrem o extraordinário poder magnético da chave do portal. Na Austrália, Brett faz a sua própria descoberta, se uma das chaves estiver faltando, o portal não funciona. Hannah deveria supostamente estar fazendo a limpeza da praia, senão ela poderia ficar muito encrencada se Ranger sentisse sua falta. Mas com o portal fechado, Brett não pode se encontrar com Hannah e o tempo está se esgotando. Apanhando lixo na praia é bastante ruim, mas ter que se vestir como a Hannah ainda usando uma peruca coloca uma pressão sobre a sua amizade.
- Father's Day (Dia dos Pais)

Episódio 05
Pedir para um cantor irlandês fingir ser o pai de Hannah parecia ser uma boa ideia no momento. Tudo o que ele tinha que fazer era um telefonema dando permissão para Hannah passear de barco com a família de Brett. Mas com ele próprio se convidando para um jantar não fazia parte do plano. Ao mesmo tempo na Irlanda, o verdadeiro pai de Hannah chega à escola para o Dia dos Pais. Hannah pensou que não veria seu pai. Agora ela tem que correr de um lado para outro entre os dois países para não se comprometer.
- Home Alone (Esquecerão de Mim)

Episódio 06
Brett e seu novo meio-irmão Wayne não parecem estar se entendendo, por isso Craig sugere que eles fossem acampar “juntos”. Embora Brett estivesse ausente, Hannah decide usar o portal para a Austrália e passar um dia relaxante na praia. Mas o novo sistema de segurança de Cormac instalado em seu quarto cria um campo magnético. O portal envia um tufão para casa de Brett e Cormac fica trancado em seu quarto. Com isso o dia de Hannah fica arruinado, mas Brett e Wayne tiveram sucesso quando se juntaram para resgatar Craig de um acidente.
- Lie Low (Detectando Mentiras)

Episódio 07
Manter o portal em segredo esta causando muitos problemas para Hannah. Ainda mais agora que ela esta sendo vigiada pela Senhorita Murphy. Por ela ter perdido a prova de ciências enquanto mergulhava em um recife na Austrália, agora Hannah insiste para Cormac ajudá-la no exame prático. Brett acha que inventar um detector de mentira não é uma boa ideia para pessoas que têm segredos. Hannah pensa que dessa vez vai se superar no exame até descobrir que a Senhorita Murphy começara a fazer perguntas.
- No Return (Sem Volta)

Episódio 08
Hannah vai para o portal de volta à Irlanda, mas a chave sumiu! Hannah estará presa na Austrália até que ela e Brett descubram onde ela foi parar. Mas quando descobrem que a Meredith levou a chave para o museu, as coisas acabariam ficando ainda piores. O Dr. Ackerman, geólogo do museu, determinou que o estranho artefato possa ter sido produzido a partir de um desconhecido minério de meteoro. Ela não deixara a chave até que seja feito os testes para ser descoberto os seus segredos. O teste de Brett e Hannah será de conseguir a chave de volta.
- Photo Opportunity (A Foto da Discórdia)

Episódio 09
Após Tara encontra uma foto de Brett e Hannah em uma gloriosa praia ela fica convencida de que isso é prova do seu romance. Para manter a foto em segredo, Hannah é forçada se tornar escrava de Tara. Mas Hannah está realmente interessada na foto, porque no fundo parece um barco de salva vidas escrito Austrália. Mesmo que Terá não tenha notado a Senhorita Murphy poderá notar. Agora explicar com ela e Brett foram parar numa praia da Austrália vai ser tão impossível quanto a foto desaparecer.
- A Load Of Old Bull (Desventuras no Dia do Fundador)

Episódio 10
Enquanto ela prepara para ser anfitriã do "Dia do Fundador” do Colégio O'Keefe, Tara se senti toda confiante ao ir na cidade para comprar um vestido novo. Afinal, ela não pode ser sentir a melhor da escola se estive de uniforme! Brett se oferece a mostrar a Tara um pequeno atalho para O'Keefe, mas a viagem é através de paredes rochosas e um campo cheio de lama, para piorar eles tem que se refugiar num celeiro para se protegerem de um touro que escapou. Tara se apavora e Brett tem uma chance de se tornar um herói, enquanto a salva ao distrair o touro com o novo vestido vermelho. Mas o vestido fica arruinado e a fúria de Tara e tanta que Brett prefere estar com o touro.
- Knockout (A Queda)

Episódio 11
Brett cai de uma escada em O'Keefe e fica inconsciente. Ao acordar no hospital ele faz com o médico pense que ele esteja confuso, por insistir que ele vive na Austrália. Enquanto Brett é mantido em observação, Hannah tem que cobrir-lo em Perth, tomando o seu lugar no grande dia da família para a faxina de primavera. Brett pede ajuda para Cormac para tirá-lo do hospital e ele volta para Perth, mesmo sem saber que Hannh fez a sua parte na limpeza. Mas o comportamento de Brett poderia fazer sua família suspeitar de algo se Hannah não aparecesse na hora, e assim novamente ajudá-lo a limpar as coisas por lá.
- The Burglar (O Ladrão)

Episódio 12
Quando Hannah descobre um candelabro prateado de O'Keefe na casa de Brett, ela tenta não acreditar que Brett é um ladrão. Mas ao encontrar um saco cheio de objetos escondido no porão de  O'Keefe, ela não tem escolha em pensar o pior. Então Craig reconta a história de um ladrão maluco que se entregou a polícia, jurando que ele havia sido transportado para Perth através de um escola em Galway. Para salvar o portal, Brett e Hannah têm que colocar todos os objetos roubados de volta no lugar antes que policial cheque a história do assaltante.
- Another Fine Mess (Mas Que Bagunça)

Episódio 13
A ideia de preparar uma refeição para Jackie e Craig foi de Meredith, mas será que Brett dará conta de cozinhar? A única solução seria pedir para Hannah ajudá-lo, mas ao atravessar o portal para a Irlanda Brett ouve uma conversa entre a Senhorita Murphy e Seamus que da impressão que a escola esta sendo vendida. E sem escola não há portal! Fazer o comprador desistir não seria o maior problema, por que na verdade o comprador era um inspetor de seguros. Agora todos os defeitos que Brett mostrou terão que ser arrumados antes do seguro ser renovado, que acabou sobrando tudo para ele fazer. Além disso, ele ainda tem que preparar aquele jantar.
- Sticky Fingers (O Golpe)

Episódio 14
Michael O’Connor é dono de vários hotéis em todo o mundo, incluindo Galway, quando ele propõe uma sociedade para Jackie e Craig em um novo hotel em Perth, e também oferece patrocínio para o Brett no World Surfing Classic, que o deixa muito animado. Em seguida, Hannah e Brett pesquisam sobre a família O’Connor em Galway e descobrem que Michael O’Connor morreu há mais de 20 anos. Então com quem Jackie e Craig estão fazendo negócios? E como Brett e Hannah vão provar que ele é um vigarista sem levantar suspeitas sobre o portal?
- Sunburn (Cuidado com o Sol)

Episódio 15
Brett esta contente porque Hannah decidiu aprender a surfar, sem saber que ela está lá só porque tem uma quedinha por Paul, um jovem surfista que coordena sua nova escola de surfe. Ignorando os seus estudos, Hannah usar o portal para a Austrália todas as noites só para estar com Paul durante o dia. Mas quando Hannah descobre que Paul já tem uma namorada ela fica arrasada. Exausta, Hannah adormece na praia. Quando Brett descobre que ela está prestes a perder um importante exame, ele atravessar o portal para a Austrália e encontra a Hannah cheia de queimadura provocada pelo sol. Ao voltar em O’Keefes, Hannah passa mal e vai para a enfermaria, mas a enfermeira observa que para estar tão vermelha ela teria ser “radioativa”, um explicação lógica para explicar como uma irlandesa teria insolação em pleno inverno!
- Tunnel Vision (O Túnel da Salvação)

Episódio 16
Tara descobre que Hannah esteve fora da escola à noite e ameaça contar para Senhorita Murphy a menos que a Hannah concorde fazer uma transformação completa em sua aparência. Mas Tara decide que não apenas a aparência de Hannah precisa melhorar, mas sim toda sua vida, então ela segue Hannah 24 horas para garantir que todas as influências ruins fiquem longe, inclusive Cormac. Agora com Tara constantemente vigiando ela, os dias de portal se foram. A descoberta de um antigo túnel que liga o portão de O'Keefe às ruína de um castelo deu a solução, mas Brett e Hannah terão que convencer Tara que novamente estarão fora da escola. Isto prova que eles se enganaram, pois tanto Tara e Cormac ter interesse nas "estrelas".
- Dog Down Under (Férias na Austrália)

Episódio 17
Tara trouxe escondido em uma mala sua cadela de estimação a Pookie para ficar na escola, mas para Brett esconde a Pookie de Seamus ele teve que desesperadamente enviá-la através do portal para a Austrália. Depois de provocar o caos no restaurante, Pookie foge para a praia e é capturado pelo Ranger. Agora Hannah e Brett terão que salvar Pookie do canil, e ao mesmo tempo, eles terão que fazer Tara acreditar que sua cadela ainda está em O'Keefe e não do outro lado do mundo.
- Bottoms Up (Virado pra Lua)

Episódio 18
Embora Cormac estivesse exibindo seu robô de exploração interplanetária a Martin, o robô segue Hannah pelo portal e envia de volta imagens intrigante. O programa de monitoramento do computador de Cormac parece indicar que o robô não é perdido na escola, mas sim do outro lado do mundo. Hannah descobre que Meredith encontrou uma gracinha de robô durante um piquenique familiar em Perth's Kings Park e agora ela terá de agir rapidamente para evitar Cormac e Martin descubram onde o robô realmente está e como ele chegou lá.
- Granny Gambit (Jogadas da Vovó)

Episódio 19
Quando Craig disse para Wayne ajudar a levar Hannah para casa com alguns alimentos, de repente Hannah teve que encontrar uma casa na Austrália. Wayne já estava ficando desconfiado até que Hannah para em frente a uma porta de uma casa, já que eles já haviam passado lá por três vezes. Mas antes que a Hannah pudesse se livrar de Wayne apareceu uma senhora idosa os convidando para entrar. Wayne imaginou que aquela senhora maluca fosse à avó de Hannah e foge. Brett aparece um pouco mais tarde para salvar Hannah, mas acaba ficando preso junto com ela. Na mesma hora aparece Jackie, que está fornecendo alimentos para os idosos na vizinhança, que é convida pra entrar, logo em seguida aparece Craig e Meredith. Felizmente ninguém mais que Brett e Hannah compreendem o que esta acontecendo, é que aquela senhora não havia recebido tantas visitas em anos.
- Toy Soldier (Soldado de Chumbo)

Episódio 20
Quando Cormac descobre um baú com objetos antigos em O'Keefe, Brett acaba levando o que é ele pensa ser um velho e inútil soldadinho como um presente de aniversario para Wayne. Mas Cormac descobre que o soldado pode ser uma parte de uma valiosa coleção, então ele diz para Senhorita Langham que coloca toda a escola para procurar o soldado no lixo. Então Hannah atravessa o portal para Perth no meio da noite para pegar o soldado de volta, mas Wayne está utilizando-o em um jogo de “RPG” que ele joga secretamente com os seus colegas. Brett teve que chantagear Wayner para deixá-lo participar do jogo e ganhar o soldado de volta.
- Hostel (A Pousada)

Episódio 21
Quando a Senhorita Murphy pergunta sobre a pousada que Brett diz que está morando, ele não percebe que ela está à procura de uma moradia para a sua mãe que esta de visita. Agora o Brett não sabe o que fazer até Cormac pedir para Hannah alimentar os peixes na casa de sua tia que havia viajado. Então Brett finge que aquela casa é sua pousada e para piorar a Senhorita Murphy e sua mãe decidem almoçarem lá. Depois do almoço intermediado por Hannah através do portal no restaurante em Perth, a Senhora Murphy decide que vai ficar lá em vez de O’Keefe. Tudo parecia perdido até que Seamus aparecer, então a Senhora Murphy prefere ficar com o amor em vez dos pratos de frutos do mar e por isso ela decidiu ficar em O’Keefe.
- Book Launch (O Lançamento)

Episódio 22
O novo livro sensação do momento “Príncipe de Roth” será lançado à meia-noite em todo mundo e ninguém, nem mesmo Tara poderá ter uma copia antecipada. Mas quando Hannah se lembra que a meia-noite em Perth é 8 horas antes que na Irlanda, ela decide atravessar o portal e adquirir uma cópia. Enquanto isso, Brett e Cormac conseguem ilegalmente e sinal de satélite de Seamus para assistir um torneio de futebol, mas em vez disso eles sintonizam em um canal infantil com um link ao vivo para a Austrália, onde o livro está prestes a ser lançado. Infelizmente, a Senhorita Murphy os pega de surpresa e então fica assistir o evento. Mesmo estando na fila do livro, Hannah descobre o plano de Wayne para vencer de Meredith no concurso de perguntas. Com isso ela consegue desmascarar Wayne, mas se arisca expondo sua presença na Austrália.
- Born To Be Mild (Mentira Tem Roda Curta)

Episódio 23
Tara vê Brett andando no moto antiga de Seamus em volta da escola e acha um charme. Para provar que ele é o maioral, Martin pega a moto para dar um passeio, mas acaba caindo com ela. Ele foge do local deixando o Brett tomar toda a culpa. Incapaz de mostrar o seu passaporte para polícia, Brett escapa pelo portal de Perth, enquanto isso Wayne começa o seu negócio de venda de bugiganga. Hannah e Cormac sabem que Brett é inocente e bancam uma de detetives para encontrar o verdadeiro culpado. Mas parece que Martin irá se safar dessa até que Brett faz sua ultima viagem para trazer uma tampa de combustível para Seamus que ele conseguiu de Wayne. Ele surpreende o Martin que acaba confessando tudo e Cormac escondido grava toda a conversa. No final ele teve que pedir desculpas a Seamus e foi ouvido por toda a escola.
- True North (Norte Verdadeiro)

Episódio 24
Quando Meredith diz sua opinião sobre o quarto de Brett, Craig decide que o quarto precisa ser reformado e a primeira coisa que ele quer arrumar é aquela parede de rocha horrível. Para salvar o portal de ser rebocado, Brett terá que redecorar primeiro com os objetos antigos que estão sendo jogado fora em O’Keefe. Na Irlanda, a escola está promovendo uma gincana, mas a bússola de Hannah e Cormac foi sabotada por Martin. E cada vez que Brett utiliza o portal para levar os objetos de O’Keefe, a energia magnética do portal interfere com as bússolas e deixa os alunos desorientados. Se Cormac não tivesse entregado um GPS para cada dupla, toda a escola teria se perdido. Exceto é claro da Tara e Martin que além de não pegarem um GPS, confiaram tanto na copia do mapa de orientação, só que eles não perceberão que esse mapa era do ano passado.
- Here Today, Gone Tomorrow (Herdeiro Por Um Minuto)

Episódio 25
Aonghus O'Keefe, inventor do portal e fundador da escola, desapareceu mais de 100 anos atrás e a Hannah esta empenhada em descobrir onde ele foi enterrado. Brett não está interessado no assunto, só porque Tara começou a jogar um charme para ele por acreditar que ele é rico. Não encontrando nada de importante na Irlanda, Hannah procura no cemitério de Perth, mas ainda assim não encontra nada, até ela pedir ajuda para Jackie. Então Meredith investiga a arvore genealógica da família de Jackie e descobre que Aonghus se casou com a bisavó dela. E assim se descobre que Brett é realmente o herdeiro de uma fortuna, mas para o portal permanecer em segredo e ele não poderá contar a ninguém, nem mesmo para Tara que o despreza.
- The Precious Book (O Livro Precioso)

Episódio 26
A antiga caldeira no porão em O'Keefe explode, revelando o diário escondido de Aonghus O'Keefe.  Cormac acidentalmente molha o diário, mas promete restaurá-lo. Com o colégio em dificuldades financeiras, o membro do conselho Senhor Staunton está induzindo a venda para estrela pop Tiffany Brooks que foi convidada para uma visita. Brett e Hannah escapam de Tiffany pelo portal para Perth, mas ficam presos no porão de Brett quando Tiffany retira a chave do portal no lado Irlandês. Mas enquanto freneticamente tentam voltar, Brett e Hannah descobrem o testamento de Aonghus, o que poderá salvar a escola. Apenas Cormac poderá reabrir o portal, mas nem ele sabe de sua existência. Ao encontrar as pistas no diário de Aonghus, Cormac reabre o portal, mas não se sabe onde ele foi parar.